# Ira Gessel
Ira Martin Gessel (né le 9 avril 1951 à Philadelphie, en Pennsylvanie) est un mathématicien américain, connu pour ses travaux en combinatoire. Il effectue une grande partie de sa carrière comme professeur à l'université Brandeis et réside à Arlington (Massachusetts).

## Formation et carrière
Ira Gessel étudie à l'université Harvard et a obtient son diplôme avec la mention magna cum laude en 1973. Il est Putnam Fellow en 1972, avec Arthur Rubin et de David Vogan.
Il soutient son doctorat au Massachusetts Institute of Technology (MIT) et devient ainsi le premier étudiant de Richard P. Stanley. Il est recruté comme chercheur post-doctorant au Watson Research Center d'IBM et au MIT. Il rejoint la faculté de l'université Brandeis en 1984. Il est promu professeur de mathématiques et d’informatique en 1990, devient président de l'université en 1996-1998 et professeur émérite en 2015.
Gessel est un contributeur prolifique à la combinatoire énumérative et algébrique. On lui attribue l'invention des fonctions quasi-symétriques (en) en 1984 et des travaux fondamentaux sur le théorème d'inversion de Lagrange. Dans sa carrière, Gessel a dirigé 29 thèses de doctorat.
Gessel est élu membre de l'American Mathematical Society lors de la première promotion de 2012. Depuis 2015, il est rédacteur associé de la Digital Library of Mathematical Functions.

## Conjecture des chemins sur réseau de Gessel
Gessel apporte des contributions important à un domaine de la combinatoire connu comme les chemins sur réseau (lattice paths), qui se déroulent généralement sur le réseau entier Z², éventuellement confinées au quadrant supérieur droit N². Une excursion est une marche sur réseau qui part de l'origine et revient à l'origine. On appelle désormais excursion de Gessel les excursions sur réseau dans le quadrant supérieur droit avec quatre pas possibles, vers le nord, vers le sud, vers le nord-est et vers le sud-ouest.
En 2001, Gessel avait remarqué à partir d'exemples et conjecturé que le nombre d'excursions de Gessel avec 2n étapes s'exprimait simplement comme somme d'une série hypergéométrique. Cette formule fermée pour compter les excursions de Gessel est devenue connue sous le nom de conjecture des chemins sur réseau de Gessel. Une démonstration assistée par ordinateur de la conjecture de Gessel par Manuel Kauers, Christoph Koutschan et Doron Zeilberger a été publiée en 2009.
Le prix David P. Robbins 2022 de l'American Mathematical Society a été décerné à Alin Bostan, Irina Kurkova et Kilian Raschel pour leur article de 2017 « A human proof of Gessel's lattice path conjecture ».

## Activisme politique
En 1970, pendant sa dernière année au lycée, Ira Gessel et son frère Michael Gessel mettent en place une organisation politique populaire pour mettre fin aux toilettes payantes en Amérique. Le mouvement parvient largement à ses fins et est dissous en 1976.